# Хайденхайм (монастырь)
Монастырь Хайденхайм (нем. Kloster Heidenheim) — бывший бенедиктинский монастырь в епархии Айхштетта (Средней Франконии, Бавария, Германия).

## История

### Монастырь
Монастырь был основан в 752 году святым Вунибальдом в сотрудничестве с его братом, святым Виллибальдом, — первым епископом Айхштетта, как опорный пункт христианской миссии в тогда ещё преимущественно языческом Зуалафельде. Вунибальд, входивший с 739 года в просветительскую группу святого Бонифация, стал также первым настоятелем этого новой бенедиктинской миссии и в скором времени монастырь стал получать значительные пожертвования для своей деятельности. После того, как 18 декабря 761 года святой Вунибальд в присутствии своего брата (епископа Вилльбальда) скончался и был погребён в церкви при монастыре, управление двойным монастырём (мужским и женским) в качестве настоятельницы приняла на себя их сестра, — святая Вальбурга, ранее (с 752 года) уже бывшая настоятельницей женской части монастыря. После того, как по смерти Вунибальда на его могиле стали происходить чудеса исцелений, а его мощи были обретены нетленными, 24 сентября 777 года они были перенесены и положены в восточном алтаре строившейся новой монастырской церкви. Вторая церковь, в отличие от первой (сведений о которой не сохранилось), была построена из камня. Она была освящена в следующем 778 году как церковь Спаса.
После смерти Вальбурги (15 февраля 779 года) материальная и духовная жизнь монастыря стала меняться. В епархии Виллибальда при его наследнике Герхохе стали происходить нежелательные для монастырской жизни изменения. Монастырь Хайденхайм был преобразован в штифт для светских (секулярных) каноников, причём они получили в пользование не всё имущество монастыря, а только его часть, поскольку другая часть отошла для хозяйственных нужд собственно епархии. На этом монастырский уклад жизни практически прекращается и о деятельности монастыря ничего не известно вплоть до XII века. Известно, что 21 сентября (примерно в 870—879 годах, более точно год не определяется) мощи святых Вальбурги и Вунибальда были перенесены в Айхштетт, причём через дни дня мощи Вунибальда были возвращены в Хайденхайм.
В XII веке жизнь так называемого монастыря (на самом деле это был уже псевдомонастырь) стала остро нуждаться в духовном возрождении, поскольку светские каноники, происходившие из благородных семейств и не принявшие монашеских обетов, утратили духовные навыки и широкую практику получила симония. Реформой Хайденхайма занялся айхштеттский епископ Гебхард II. По примеру своего бенедиктинского монастыря Кастл он упразднил светский штифт Хайденхайм и приступил к проведению монастырской реформы, организованную в Германии известным аббатством Хирзау. Папа римский Евгений III дал на эту реформу монастыря Хайденхайм своё разрешение и благословение. Но смерть епископа Гебхарда расстроила планы. Светские каноники стали активно сопротивляться реформе и только один из них, по имени Илзунг (Ilsungus) активно поддержал реформу, благословлённую папой Евгением III. Каноники, не признавшие реформу, были изгнаны из монастыря, который вновь стал бенедиктинским. Ушедшие светские каноники, напуганные отлучением от церкви, в конце концов были вынуждены покаяться и после переговоров в Нюрнберге согласились жить по бенедиктинскому монастырскому уставу.
Таким образом, с 1155 года Хайденхайм вновь становится полноценным бенедиктинским монастырём. Он просуществовал до 1537 года, когда пал жертвой реформации. До 1805 года постройки монастыря служили в качестве квартир и служебных помещений. Мощи святого Вунибальда считаются утерянными.

### Монастырская церковь
Первая каменная церковь была освящена в 778 году. Примерно 100 лет спустя она была обновлена. Капитальная перестройка произошло в 1182—1188 годах. С того времени сохранились главный (центральный) и поперечный нефы. Перед 1363 годом в готическом стиле был перестроен алтарь.
Среди многочисленных надгробий следует указать на следующие:
- Надгробная плита святой Вальбурги (первая половина XIII века).
- Гробница святого Вунибальда (1484 год).
- Двойная надгробная плита графа Вириха Тройтлингенского и его жены графини Агнес (1349 год).

В настоящее время бывшая монастырская церковь является приходской церковью евангелическо-лютеранской церковной общины Хайденхайма. Монастырские здания реставрируются, для этого выделено 4,5 миллиона евро. Часть местных жителей протестует против реконструкции, поскольку, по их мнению, эти работы парализуют спокойную жизнь Хайденхайма, но большинство — за реконструкцию.